# Ulica Sokolska w Katowicach

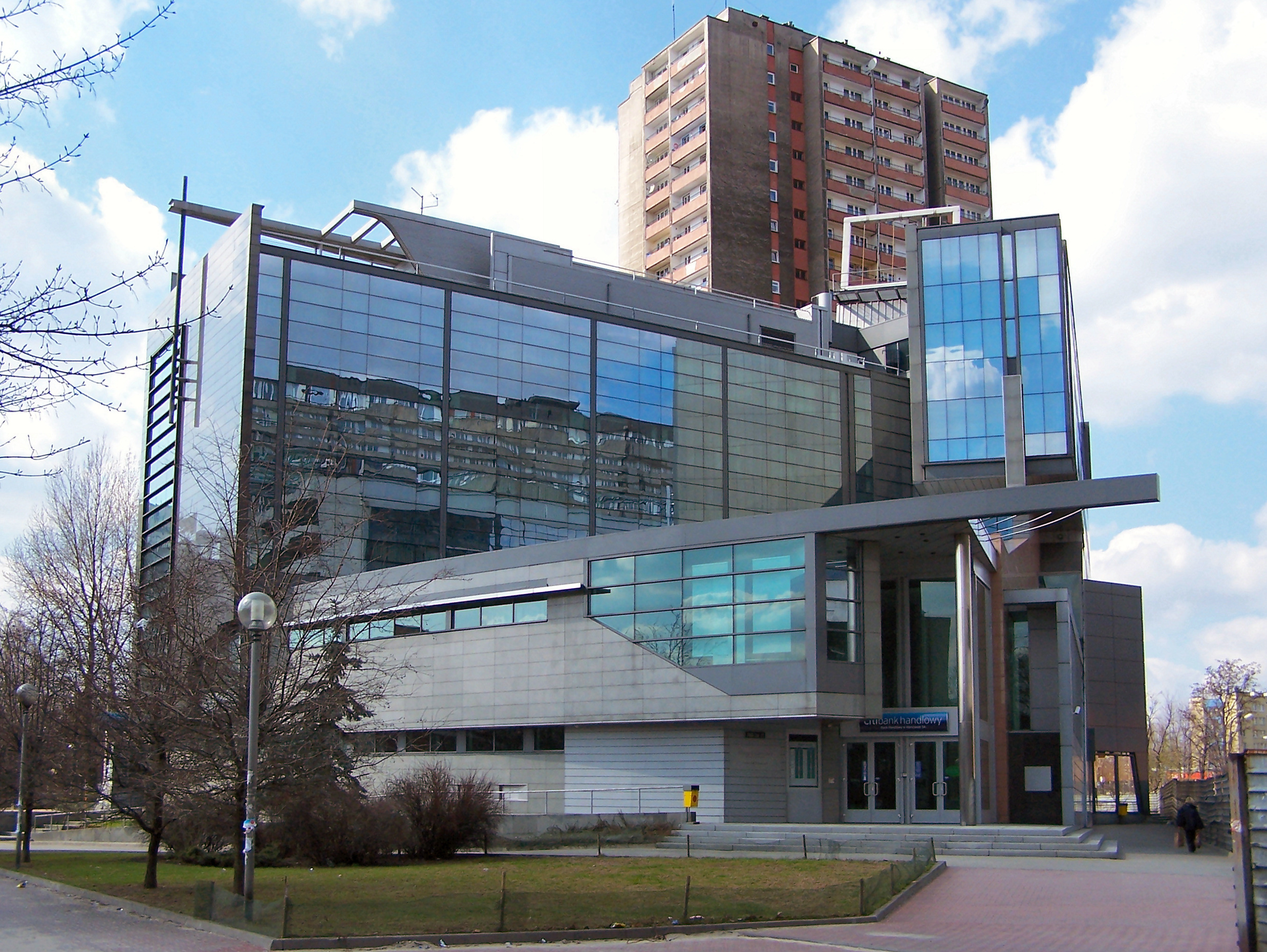
CITI Bank (za nim Hapeerowiec)

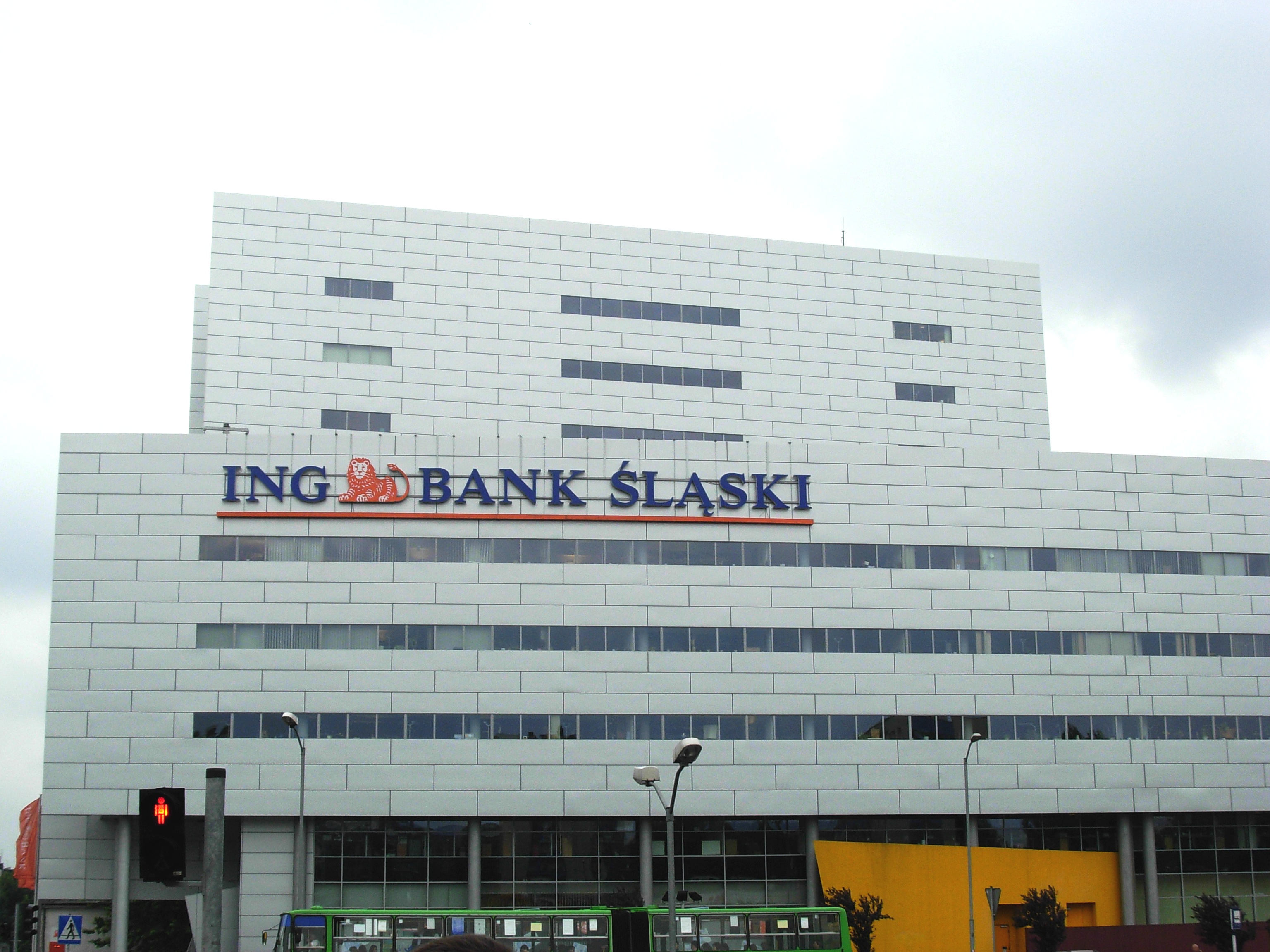
ING Bank Śląski (ul. Sokolska 34)

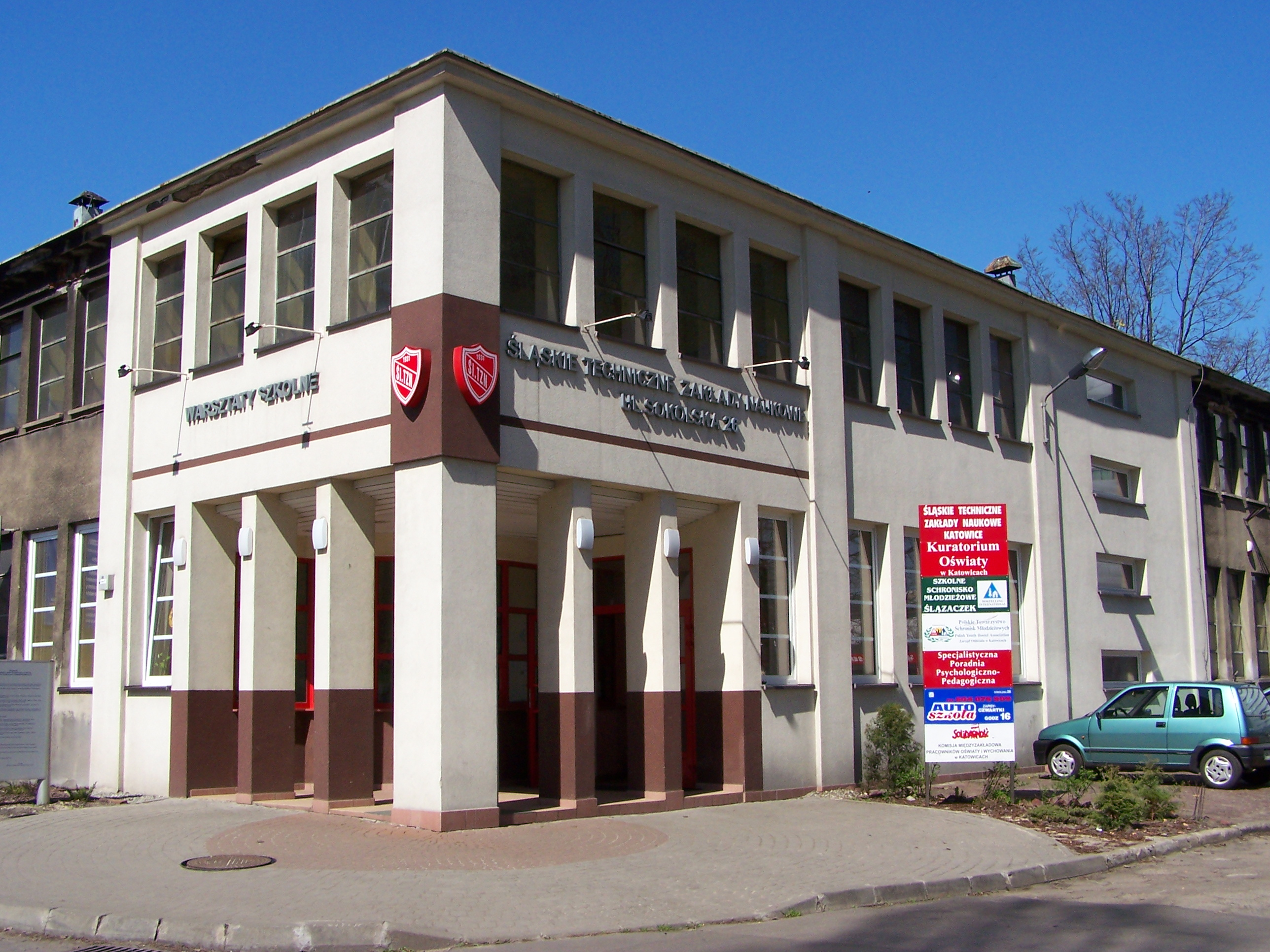
Budynek warsztatów Śląskich Technicznych Zakładów Naukowych

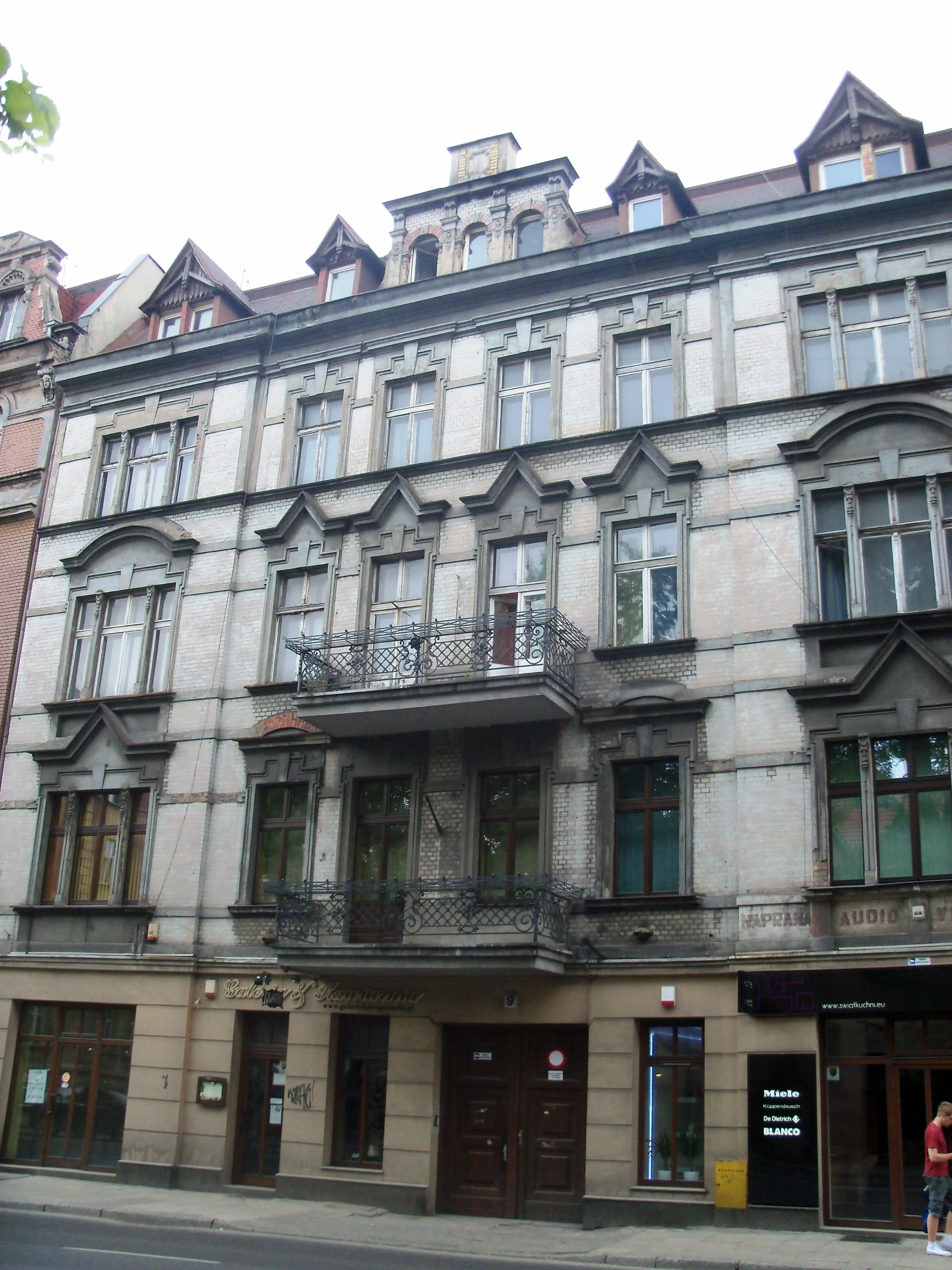
Kamienica przy ul. Sokolskiej 9

Ulica Sokolska w Katowicach – jedna z głównych ulic w Katowicach, łącząca Śródmieście z dzielnicą Koszutka.
Ulicę nazwano na cześć Polskiego Towarzystwa Gimnastycznego Sokół.

## Przebieg
Rozpoczyna swój bieg przy placu Wolności. Biegnie następnie obok Filharmonii Śląskiej w Katowicach, krzyżuje się z ul. Opolską, ul. Zabrską i ul. Fryderyka Chopina. Przy skrzyżowaniu z ul. Adama Mickiewicza znajduje się katolicki kościół Przemienienia Pańskiego, w którym siedzibę ma konwent Przemienienia Pańskiego. Przy ul. Sokolskiej znajdują się także: Hotel Angelo (oddany do użytku w marcu 2010), Śląskie Techniczne Zakłady Naukowe, Dom Handlowy „Junior”. Hapeerowiec, nowoczesny budynek Banku Śląskiego, CITI Bank Handlowy, Centrum Sztuki Filmowej oraz budynek Telewizji Silesia (przy pl. Grunwaldzkim). Ulica kończy swój bieg przy skrzyżowaniu z ul. Misjonarzy Oblatów MN, obok kościoła pw. Najświętszego Serca Pana Jezusa.

## Historia
W sierpniu 1860 r. przy ówczesnej Karlstraße rozpoczęto budowę jednego z pierwszych kościołów w Śródmieściu. Zlokalizowany był w miejscu dzisiejszego budynku Filharmonii Śląskiej w Katowicach. Poświęcenie kościoła odbyło się 11 listopada 1860. W 1874 obiekt przeniesiono w miejsce dzisiejszego, kościoła pw. Przemienienia Pańskiego. W 1883 w Reichshalle (obecnie Filharmonia Śląska) Oskar Meister założył półprofesjonalny chór niemiecki – Towarzystwo Śpiewacze. W okresie Królestwa Prus i Rzeszy Niemieckiej (do 1922) i w latach niemieckiej okupacji Polski (1939–1945) ulica nosiła nazwę Karlstraße, w latach międzywojennych 1922–1939 ul. Sokolska. W Polsce Ludowej nosiła imię Karola Liebknechta oraz gen. dyw. Aleksandra Zawadzkiego. Prowadząc dekomunizację Uchwałą Rady Miasta Katowice nr VIII/44/90 z 8 października 1990 roku ulicy przywrócono nazwę Sokolska. W latach 1925–39 pod numerem 8 istniał Konsulat Generalny Niemiec, a pod numerem 4 – Polsko-Amerykańska Spółka Samochodowa „Motor” oraz hurtownia towarów Concordia-Import-Eksport. W dwudziestoleciu międzywojennym  XX w. przy ul. Sokolskiej 3 znajdował się skład win, wódek i likierów J. Klonowskiego, przy ul. Sokolskiej 2 – skład ziemiopłodów Mądlewski i Co., a pod numerem 12 – starokatolicki dom modlitwy. Do 1939 istniały przy ulicy także: hurtownia i skład win Józefa Kohna (pod numerem 7), Wywiadownia Handlowa Aleksandra Enzingera (pod numerem 10), Dom Spedycyjny Kuppermana (pod numerem 9), skład bananów Moniera (pod numerem 2).
W końcu lat pięćdziesiątych XX wieku przy ul. Sokolskiej wybudowano bloki mieszkalne (ówcześnie zwane os. Juliana Marchlewskiego). W 2005 przebudowano wiadukt nad ul. Chorzowską w związku z budową DTŚ i tunelu pod Rondem im. J. Ziętka. Dnia 3 sierpnia 2010 ulicą prowadziła trasa trzeciego etapu wyścigu kolarskiego Tour de Pologne 2010, a 2 sierpnia 2011 – trasa trzeciego etapu Tour de Pologne 2011.

## Opis
Przy ulicy Sokolskiej znajdują się następujące obiekty:
- kamienica mieszczańska (ul. Sokolska 1, pl. Wolności 2), wpisana do rejestru zabytków 30 grudnia 1991 (nr rej.: A/1454/91[16]); wzniesiona około 1894 według projektu Luisa Damego w stylu eklektycznym[17];
- budynek Filharmonii Śląskiej w Katowicach (ul. Sokolska 2), wpisany do rejestru zabytków 7 maja 1992 (nr rej.: A/1460/92, A/841/2021[16]); wzniesiony około 1880 w stylu neoklasycznym, początkowo jako browar, w 1915 przebudowany na restaurację (zbudowano wówczas dużą salę)[17]; w 2010 rozpoczęto gruntowny remont obiektu[18]; planowane zakończenie prac to maj 2012[19];
- kamienica mieszkalna (ul. Sokolska 3)[20];
- B&B Hotel Katowice Centrum (ul. Sokolska 4)
- narożna kamienica mieszkalna (ul. Sokolska 5, ul. Opolska 8)[20];
- kamienica mieszkalna (ul. Sokolska 7)[20];
- willa wraz z oficyną oraz otoczeniem zieleni – dawna willa Louisa Damego[21] (ul. Sokolska 8), wpisana do rejestru zabytków 3 października 1994 (nr rej.: A/1548/94, A/713/2020[16]); wzniesiona około 1900 w stylu historyzmu[17]; w latach 1928-1939 siedziba konsulatu generalnego Niemiec;
- kamienica mieszkalna (ul. Sokolska 9)[20], posiada parter, trzy piętra i poddasze;
- narożna kamienica mieszkalna (ul. Sokolska 10, ul. Zabrska 1)[20];
- narożna kamienica mieszkalna (ul. Sokolska 11, ul. F. Chopina 11)[20];
- Szkoła Podstawowa nr 10 im. Marii Curie-Skłodowskiej w Katowicach (ul. Sokolska 23)[22]
- Hotel Vienna House Easy Katowice (ledwo po zbudowaniu nazywał się Hotel Angelo) (ul. Sokolska 24)
- zabudowania obecnych Śląskich Technicznych Zakładów Naukowych (ul. Sokolska 26)[20];
- oddział Citi Banku Handlowego (ul. Sokolska 29), wzniesiony w latach 1993–1995 według projektu A. Kapuścika z lat 1992–1994; obiekt posiada kubaturę 34 955 m³ i powierzchnię użytkową 8182 m²; autorem konstrukcji jest inż. T. Badora, inwestorem – Bank Handlowy w Warszawie SA; architekci za tę realizację otrzymali Grand Prix Architektura Roku 1996 Województwa Śląskiego[23];
- Centrala ING Banku Śląskiego (ul. Sokolska 34), budynek wzniesiony w latach 1998–2000 według projektu z 1997; jego autorami byli: Denton Corker Marshall sp. z o.o., architekci Mark Kubaczka, Steve Jones, Jowita Kubaczka i Janusz Wróbel; obiekt posiada powierzchnię całkowitą 27 905 m² i kubaturę 125 233 m³; za projekt budynku architekci otrzymali Nagrodę Prezydenta Miasta Katowice za najlepszą realizację w roku 2000[24];
- budynek osiedlowego żłobka i przedszkola (ul. Sokolska 56a, ul. Gustawa Morcinka 19a), wzniesiony w 1953 w stylu socrealistycznym[20];
- osiedle domów wielorodzinnych (ul. Sokolska 50–62, numery parzyste), wybudowane w 1953 w stylu socrealistycznym[20];
- dawne hotele robotnicze (ul. Sokolska 65, 65a, 78, 80), wzniesione w 1951 w stylu socrealistycznym, obecnie użytkowane jako biurowe[20];
- osiedle domów wielorodzinnych (ul. Sokolska 68–76, numery parzyste), wybudowane w latach 1952–1958 w stylu socrealistycznym[20].

- w latach 10 XXI w. wyburzono zespół budynków Przedsiębiorstwa Handlu Chemikaliami „Chemia” (ul. Sokolska 4)[25];

Ulica została odciążona dzięki wybudowanej obwodnicy śródmiejskiej (ul. Friedricha Wilhelma Grundmanna, ul. Jana Nepomucena Stęślickiego, ul. Marii Goeppert-Mayer). Według badań przeprowadzonych w 2007 na zlecenie Urzędu Miasta Katowice wynikło, że ówcześnie na odcinku ulicy Sokolskiej od ul. ks. Piotra Skargi do ul. Chorzowskiej w godzinie popołudniowego szczytu przejeżdżało średnio 1619 samochodów (87,5% z nich to samochody osobowe, 8% to autobusy).
Ulicą Sokolską kursują linie autobusowe ZTM.